# Kamel Madouri
Kamel Madouri (árabe: كمال المدوري; Téboursouk, 25 de janeiro de 1974) é um político tunísiano e foi o primeiro-ministro da Tunísia de 7 de agosto de 2024   até 21 de março de 2025.

## Biografia
Madouri é doutor em direito comunitário e relações entre o Magreb e a Europa e mestre em ciências jurídicas pela Faculdade de Direito, Ciências Políticas e Sociais da Universidade de Cartago.
É graduado pela École nationale d'administration tunisiana (Escola Nacional de Administração de Túnis) e, em 2015, pelo L'Institut de Défense Nationale (Instituto da Defesa Nacional).
Foi membro do Conselho Nacional para o Diálogo Social e vice-presidente do Subcomitê de Proteção Social do mesmo Conselho, bem como membro dos conselhos de várias instituições nacionais, do Comitê Geral de Seguros e dos conselhos dos três fundos de previdência social.
Também lecionou na École nationale d'administration e no College of Interior Security Forces.
Antes de ser nomeado ministro dos assuntos sociais, Kamel Maddouri foi presidente e CEO da Caisse Nationale d'Assurance Maladie (Fundo Nacional Tunisiano para Seguro de Saúde) e, antes disso, presidente e CEO da Caisse Nationale de Retraite et de Prévoyance Sociale (Pensão Nacional e Seguro Social).

## Carreira política
Em 25 de maio de 2024, Madouri foi nomeado ministro dos assuntos sociais.
Em 7 de agosto de 2024, Madouri foi nomeado pelo presidente Kais Saied para formar o novo governo do país. Ele substituiu Ahmed Hachani, que foi demitido naquele dia.